# Kvarteret Råkan
Kvarteret Råkan är ett kvarter i centrala Karlskoga vid Alfred Nobels torg. Kvarteret omges av Karlskoga kyrka och Maja Ekelöfs plats i väst, av Europaväg 18 i söder och av en parkeringsplats i öst. 

## Kvarterets planering
Området där kvarteret uppfördes låg i den dåvarande kyrkbyn, intill Karlskoga kyrka. Till en början fanns där ett flertal villor och en butiksgata, Ekmansbacken, som revs under 1970-talets exploateringsvåg av äldre stadskärnor.  
De nuvarande byggnaderna uppfördes 1974, efter ritningar av Lars Bryde.
Gallerian fick namnet K-center, vilket senare ändrades till Kulan, under 1990-talet. Varuhusen EPA och Domus hade butikslokaler i kvarteret. Bland butiks- och kaffekedjor som i dag (2023) inryms i kvarteret märks Espresso House, Hennes & Mauritz, Kappahl, Kicks, Lindex, Systembolaget och Willys.  
År 2021 valde fastighetsbolaget Point Properties att gå vidare med planer på att utveckla kvarteret. Den tilltänkta tillbyggnaden omfattar 155 hyreslägenheter ovanpå de nuvarande byggnaderna, samt kontor och skola.